# Progress M-12M
Progress M-12M (ryska: Прогресс М-12M) eller som NASA kallar den, Progress 44 eller 44P, var en rysk obemannad rymdfarkost som skulle ha levererat förnödenheter, syre, vatten och bränsle till rymdstationen ISS. Den sköts upp från Kosmodromen i Bajkonur med en Sojuz-U-raket, den 24 augusti 2011. 
325 sekunder efter start upptäckte raketens dator ett fel i raketsteg 3s motor och stoppade den. Resultatet blev att raketen och Progress M-12M störtade till marken.

### Fotnoter
1. ↑  Manned Astronautics - Figures & Facts Arkiverad 17 juni 2012 hämtat från the Wayback Machine., läst 15 juli 2016.